# Episodi di Derry Girls (seconda stagione)
La seconda stagione della serie televisiva Derry Girls, composta da 6 episodi, è stata trasmessa nel Regno Unito per la prima volta dall'emittente televisiva pubblico Channel 4 dal 5 marzo al 9 aprile 2019.
In Italia, è stato distribuita dal servizio video on demand Netflix il 2 agosto 2019.
| n° | Titolo originale                   | Titolo italiano | Prima TV UK   | Pubblicazione Italia |
| -- | ---------------------------------- | --------------- | ------------- | -------------------- |
| 1  | Across the Barricade               | Episodio 1      | 5 marzo 2019  | 2 agosto 2019        |
| 2  | Ms De Brún and the Child of Prague | Episodio 2      | 12 marzo 2019 | 2 agosto 2019        |
| 3  | The Concert                        | Episodio 3      | 19 marzo 2019 | 2 agosto 2019        |
| 4  | The Curse                          | Episodio 4      | 26 marzo 2019 | 2 agosto 2019        |
| 5  | The Prom                           | Episodio 5      | 2 aprile 2019 | 2 agosto 2019        |
| 6  | The President                      | Episodio 6      | 9 aprile 2019 | 2 agosto 2019        |

## Episodio 1
- Titolo originale: Across the Barricade
- Diretto da: Michael Lennox
- Scritto da: Lisa McGee

### Trama
L'Our Lady Immaculate College partecipa ad un'iniziativa di pace chiamata "Friends Across the Barricade" mandando le studentesse in ritiro per un fine settimana con gli studenti della Londonderry Boys Academy, una scuola secondaria per ragazzi protestanti; a ogni partecipante viene assegnato un compagno dell'altra scuola, ma a causa del numero minore di alunni della LBA, James e Orla si trovano a condividere Jon. Padre 
Peter, tornato al sacerdozio dopo che la parrucchiere per cui aveva rinunciato ai voti un anno prima lo ha lasciato, gestisce il ritiro e, come primo esercizio, chiede agli studenti di entrambe le scuole di trovare delle cose che cattolici e protestanti hanno in comune, tuttavia dopo ore di dibattito i ragazzi trovano solo un'enorme serie di differenze, puntualmente riportate su una lavagna da Jenny Joyce. Durante la nottata, James tenta senza successo di "farsi degli amici maschi" assumendo degli esasperati atteggiamenti da macho ed una poco convincente parlata da classe operaia, mentre Michelle ed Erin provano a sedurre i rispettivi compagni assegnati, Harry e Dee, fallendo miseramente a loro volta: la prima poiché Harry indossa un braccialetto di castità, la seconda perché troppo imbranata per riuscire ad approcciare Dee. Il mattino successivo, il gruppo si reca su un pendio per calarsi in corda doppia come esercizio di fiducia ma, nel corso della discela, Clare incomincia ad urlare terrorizzata in quanto, a causa di un malinteso durante una conversazione avuta la notte precedente col suo compagno sordo da un orecchio, Philip, si è convinta che questi odi tutti i cattolici; la successiva discussione porta ad una lite che sfocia in una violenta rissa tra studenti protestanti e cattolici, come conseguenza, i genitori delle ragazze e dei ragazzi vengono convocati interrompendo il ritiro. Osservando i loro familiari che li rimproverano Erin trova finalmente qualcosa che cattolici e protestanti hanno in comune e scrive "genitori" sulla lavagna, Dee nota il suo gesto e, per un breve momento, si sorridono.
- Altri interpreti: Ava Grace e Mya Rose McAleese (Baby Anna Quinn), Paul Mallon (Dennis), Peter Campion (Padre Peter), Caoimhe Farren (Janet Taylor), Beccy Henderson (Aisling), Jay Duffy (Harry), Laurie Kynaston (Philip), Francis Mezza (Dee), Brenock O'Connor (Jon), Amelia Crowley (Deirdre Mallon), Phillipa Dunne (Geraldine Devlin), Sean Sloan (Padre di Philip), Nigel O'Neill (Padre di Harry).
- Ascolti UK: telespettatori 3.680.000.[4]

## Episodio 2
- Titolo originale: Ms De Brún and the Child of Prague
- Diretto da: Michael Lennox
- Scritto da: Lisa McGee

### Trama
Sorella Michael, lieta che una statua del Bambino Gesù di Praga sia stata donata all'istituto, decide di conservarla anziché condividerla con le altre scuole cittadine; nel frattempo una nuova insegnante d'inglese, la signorina De Brún, si unisce all'Our Lady Immaculate College criticando duramente le poesie degli studenti per spronarli ad essere più passionali e osare di più nei loro componimenti, Erin, Orla, Clare, Michelle e James ne rimangono affascinati e trascorrono ore a casa dei Quinn per migliorare i loro scritti. Quella stessa sera Joe, lo zio Colm, Gerry, Mary, Sarah e il fidanzato di quest'ultima, Ciaran, vanno a vedere I soliti sospetti ma durante la proiezione il cinema viene evacuato a causa di un allarme di sicurezza, lasciandoli tutti ossessionati dall'enigma dell'identità di Keyser Söze. Con lo scorrere dei giorni il gruppo si affeziona profondamente alla De Brún e al suo entusiasmo, arrivando a trascorrere una serata a casa sua bevendo alcolici con lei, tuttavia la giornata seguente vengono informati da sorella Michael che la donna abbandonerà la scuola, supponendo erroneamente che la preside abbia licenziato l'insegnante che tanto ammirano, il quintetto irrompe nel suo ufficio mentre è a lezione di judo per rubare la statua del Bambino di Praga e usarla come mezzo di ricatto per costringerla a riassumere la De Brún, tuttavia, nel corso di una discussione, Michelle e James fanno accidentalmente cadere la statua sul pavimento, spezzandone la testa per poi incollarla malamente sottosopra nell'esatto istante in cui sorella Michael rientra. I genitori delle ragazze vengono convocati alla scuola assieme alla De Brún, che rivela di aver rassegnato le dimissioni per farsi assumere presso un'altra scuola femminile con un salario più alto. Il gruppo riceve una settimana di sospensione e le loro famiglie sono obbligate a pagare per far sostituire la statua danneggiata con una nuova, tuttavia sorella Michael svela finalmente loro il finale de I soliti sospetti.
- Altri interpreti: Jamie Beamish (Ciaran Healy), Claire Rafferty (Signorina Mooney), Judith Roddy (Signorina S. De Brún), Beccy Henderson (Aisling), Kevin McAleer (Zio Colm), Chris Robinson (Mike il manager), Amelia Crowley (Deirdre Mallon), Phillipa Dunne (Geraldine Devlin).
- Ascolti UK: telespettatori 3.350.000.[4]

## Episodio 3
- Titolo originale: The Concert
- Diretto da: Michael Lennox
- Scritto da: Lisa McGee

### Trama
Proprio nel momento in cui il gruppo si prepara ad andare al concerto dei Take That a Belfast, prima esibizione in assoluto della boy band in Irlanda del Nord, il telegiornale dirama la notizia che un orso polare è fuggito dal giardino zoologico della città portando i loro familiari preoccupati a proibire ai cinque di andarci nonostante avessero già acquistato i biglietti. Pur di non perdere il concerto tuttavia, il gruppo decide di andarci di nascosto recandosi a Belfast in autobus, a bordo però si imbattono in sorella Michael che, inizialmente intenta a leggere L'esorcista, dopo averli notati chiede loro il motivo del viaggio; non credendo alla storia che stiano andando all'Ulster Museum per una ricerca scolastica, la suora diviene sospettosa sulla valigia che portano con sé ma, dato che Michelle l'ha riempita di vodka, temendo una punizione il quintetto racconta di non averla mai vista, mettendo di conseguenza in allarme tutti i passeggeri dell'autobus e portando all'intervento dell'esercito, che fa evacuare l'autobus e tenta di far detonare la presunta bomba con un veicolo telecomandato; una volta eseguita la procedura l'odore di vodka rivela a tutti i passeggeri la natura del contenuto e il gruppo si appresta a fuggire decidendo di fare a piedi il resto del percorso. Lungo la strada vengono avvicinati da un piccolo gruppo di viaggiatori irlandesi intenti a vendere verdure da una bancarella e che, nonostante i pregiudizi dei cinque verso di loro, intendevano solamente restituire a Clare la borsa che non si era accorta di aver fatto cadere. Alle ragazze viene poi offerto un passaggio da una camionista di mezza età di nome Rita, che si rivela tuttavia essere estremamente instabile ed irresponsabile, tanto da investire una pecora e costringerle a raccogliere la sua carcassa dalla strada; solo allora le ragazze si rendono conto di aver accidentalmente lasciato James col gruppo di nomadi e si precipitano a recuperarlo in quanto è lui ad avere i biglietti per il concerto. Nel frattempo, la famiglia Quinn sente al telegiornale che l'orso è stato ricatturato dai vigili del fuoco vicino alla statale A6 mentre mangiava una carcassa di pecora e, non appena le signore Mallon e Devlin arrivano a casa loro aspettandosi di trovarci Michelle, James e Clare diviene evidente che il gruppo abbia mentito e sia andato al concerto di nascosto. Gerry, guardando le riprese dell'esibizione dei Take That in TV, vede i cinque tra il pubblico e sorride.
- Altri interpreti: Ava Grace e Mya Rose McAleese (Baby Anna Quinn), Ryan McParland (Jonjo), Kerri Quinn (Rita), Michael Hooley (Soldato 1), Luke Wilson Hanley (Soldato 2), Amelia Crowley (Deirdre Mallon), Phillipa Dunne (Geraldine Devlin).
- Ascolti UK: telespettatori 3.050.000.[4]

## Episodio 4
- Titolo originale: The Curse
- Diretto da: Michael Lennox
- Scritto da: Lisa McGee

### Trama
L'intera famiglia Quinn si riunisce per un matrimonio cui prendono parte anche la zia Bridie, sorella della defunta madre di Mary e Sarah, ed il figlio cinquantenne di quest'ultima, Eamonn, cugino delle due. Erin inoltre invita i suoi amici che, ballando sulle note di Rock the Boat, finiscono involontariamente per spintonare e ferire a una gamba Eamonn, dando così a zia Bridie il pretesto per attaccare briga con le nipoti, che ha sempre detestato, affermando che se sua sorella fosse viva si vergognerebbe di loro. Furiosa, Mary le grida che vorrebbe vederla morta e, immediatamente, zia Bridie cade a terra senza vita. I parenti iniziano a vociferare che Mary possa lanciare maledizioni e provocare la morte di chi desidera, quindi, per placare gli animi, i Quinn decidono di presenziare alla veglia funebre di Bridie, sempre accompagnati da Clare, James e Michelle. Quest'ultima tenta di convincere il gruppo a sperimentare sostanze stupefacenti, motivo per il quale porta con sé una scatola piena di scone alla cannabis fatti in casa che, tuttavia, vengono accidentalmente portati in cucina e distribuiti agli ospiti, portando il gruppo a barcamenarsi per recuperarli tutti e cercare di liberarsene gettandoli nello scarico del water, causando così un ingorgo alle tubature con conseguente allagamento del bagno. Nel frattempo, Mary e Sarah riconoscono gli orecchini indossati dalla salma di Bridie come un paio che essa aveva rubato vari anni prima a loro madre Marie e tentano quindi di recuperarli dalla bara, venendo però colte sul fatto da Eamonn e allontanate dalla veglia assieme al resto della famiglia. Una volta fatto ritorno a casa, Joe rivela di aver preso alcuni scone alla veglia prima di andarsene e li mette in tavola, sotto lo sguardo inorridito di Erin.
- Altri interpreti: Kevin McAleer (Zio Colm), Julia Dearden (Maureen Malarkey), Eleanor Methven (Zia Bridie), Ardal O'Hanlon (Eamonn).
- Ascolti UK: telespettatori 3.080.000.[4]

## Episodio 5
- Titolo originale: The Prom
- Diretto da: Michael Lennox
- Scritto da: Lisa McGee

### Trama
Jenny Joyce si appresta ad organizzare un ballo di fine anno stile anni cinquanta per la scuola, che nel frattempo accoglie una nuova studentessa, Mae Chung, una ragazza di origini asiatiche orientali e dal carattere ostile proveniente dalla contea di Donegal che ha dovuto lasciare la precedente scuola per aver compiuto svariati atti di bullismo. Ad eccezione di Michelle, indecisa su chi portare tra due ragazzi con cui sta uscendo contemporaneamente, le protagoniste hanno tutte delle difficoltà a trovare un cavaliere per il ballo: Clare, in quanto unica lesbica della scuola avrebbe voluto chiedere a James di accompagnarla in amicizia ma questi non prenderà parte all'evento per partecipare a una convention del Dottor Who appena fuori Derry, Erin dunque si offre di fare da "dama" all'amica cambiando però prontamente idea dopo aver scoperto che John Paul O'Reilly, un ragazzo per cui ha una cotta, è appena tornato single; saputo tutto ciò, Mae chiede a Clare di andarci con lei, cosa che indispettisce notevolmente Erin, infine, Orla chiede al nonno Joe di accompagnarla affermando che lui è "la sua persona preferita al mondo". La sera del ballo, Erin presume senza motivo che John Paul si presenterà a casa sua per portarcela ed aspetta inutilmente per più di tre ore, afflitta ed umiliata, la ragazza viene consolata da James, che rinuncia alla convention e si presenta alla sua porta offrendosi di accompagnarla, Michelle decide di portare entrambi i due ragazzi che frequenta tentando di "dividersi" tra l'uno e l'altro senza farli incontrare, ma finisce per essere scoperta e piantata in asso da tutti e due. Erin si scusa con Clare per il suo comportamento ammettendo di essersi ingelosita del rapporto tra l'amica e Mae; perdonandola, Clare definisce tuttavia la ragazza orientale "una psicopatica" che, infuriatasi con Jenny per aver comprato un vestito che voleva lei, ha deciso di vendicarsi di fronte a tutta la scuola versandole addosso tre secchi di succo di pomodoro al momento della sua nomina a reginetta del ballo, come col sangue di maiale in Carrie - Lo sguardo di Satana: il gruppo tenta inutilmente di impedire tale gesto, finendo tuttavia ricoperti di succo di pomodoro assieme a Jenny e Aisling. In quello stesso momento, un'edizione straordinaria del telegiornale riporta la notizia dell'annuncio di una tregua temporanea da parte dell'IRA, cosa che porta l'intera città a festeggiare per le strade.
- Altri interpreti: Beccy Henderson (Aisling), Aoife Hinds (Mae Chung), Claire Rafferty (Signorina Mooney), Calam Lynch (John Paul O'Reilly), Antoinette Morelli (Assistente alle vendite), Chris Lew Kum Hoi (Kris).
- Ascolti UK: telespettatori 2.590.000.[4]

## Episodio 6
- Titolo originale: The President
- Diretto da: Michael Lennox
- Scritto da: Lisa McGee

### Trama
30 novembre, 1995. Tutti a Derry sono in fermento per l'imminente visita del Presidente degli Stati Uniti Bill Clinton, sua moglie Hillary e loro figlia Chelsea, cui Erin ha scritto diverse lettere sperando, ingenuamente, che rispondesse. Nonostante molti istituti decidano di rimanere chiusi per onorare l'importanza storica dell'evento, sorella Michael dichiara che l'Our Lady Immaculate College resterà aperto e impone a tutti gli allievi di presentarsi puntuali alle lezioni; tuttavia la maggior parte delle studentesse decide di saltare la scuola per assistere al discorso del Presidente. Joe, Colm e il loro amico Jim origliano varie conversazioni attraverso la banda cittadina nel tentativo di intercettare gli spostamenti di Clinton ed incontrarlo prima degli altri; dopo una di queste intercettazioni costringono Gerry ad accompagnarli a Burt, nella contea di Donegal, scoprendo tuttavia che il "Bill" di cui avevano origliato la conversazione era un anziano residente che aveva chiesto ad un servizio taxi di accompagnarlo a messa. Contemporaneamente Cathy, la madre di James, fa ritorno a Derry per la prima volta dopo averci abbandonato il figlio un anno prima proponendogli di tornare a Londra con lei per aiutarla a gestire la sua neonata ditta di etichette; il giovane accetta la proposta, con grande disappunto delle ragazze ed in particolare di Michelle la quale, troppo orgogliosa per ammetterlo direttamente, tenta di convincerlo a restare lasciando intuire di volergli bene e che non vorrebbe più separarsi da lui. Intanto sorella Michael trova solo Jenny a scuola, dopo che quest'ultima è stata abbandonata perfino dalla fedelissima amica Aisling, e la rimprovera duramente dicendole di andare al discorso del Presidente in quanto deve imparare quando "disobbedire per una giusta causa". Nel corso del tragitto verso l'aeroporto con Cathy, James realizza che la sua vera famiglia non è con la donna che dopo averlo abbandonato lo rivuole con se solo per non assumere un impiegato, bensì con le sue amiche e la cugina a Derry; motivo per il quale decide di restare, raggiungendole a Guildhall Square e definendosi a sua volta una "ragazza di Derry". Erin, Orla, Clare e Michelle abbracciano James commosse ed il gruppo si allontana poi entusiasta dalla piazza poco dopo l'inizio del discorso di Clinton.
- Altri interpreti: Sophie e Zoe Brown (Baby Anna Quinn), Paul Mallon (Dennis), Beccy Henderson (Aisling), Claire Rafferty (Signorina Mooney), Kevin McAleer (Zio Colm), Bronagh Waugh (Cathy Maguire), Robert Calvert (Jim "Across the Road"), Chris Robinson (Annunciatore radiofonico), Ciaran Nolan (Speditore radiofonico).
- Ascolti UK: telespettatori 2.310.000.[4]